# نابو ريمانو
نابو ريمانو وهو فلكي ومنجم بابلي كلداني، يرجح انه عاش في القرن الخامس قبل الميلاد وقد استطاع ان يجمع الارصادات التي سبقته بحوالي ربع قرن ويستخدمها في وضع جداوله لحركة الشمس والقمر اليومية والشهرية والسنوية كما ارخ وقت كسوف الشمس وخسوف القمر واوقات وقوع بعض الأحداث الفلكية المهمة.
لقد حسب طول السنة ب365 يوما و6 ساعات و50 دقيقة و 41 ثانية وكان هذا الجدول الزمني اقدم بحث علمي ذي قيمة انشاية في علم الفلك ومن أعماله ماه حسب طول السنة النجمية التي قدرها بـ 365 يوما و6 ساعات و 90 دقيقة و15 ثانية وهو زمن دوران الأرض حول الشمس بالنسبة للنجوم والقياس الحديث يزيد أو ينقص عن هذا المقياس بمقدار 6.5 دقيقة.